# Матозиньюш
Матози́ньюш (порт. Matosinhos [mɐtu'ziɲuʃ]) — город в Португалии, центр одноимённого муниципалитета в составе округа Порту. Находится в составе крупной городской агломерации Большой Порту. По старому административному делению входил в провинцию Дору-Литорал. Входит в экономико-статистический субрегион Большой Порту, который входит в Северный регион. Численность населения — 45,7 тыс. жителей (город), 169,1 тыс. жителей (муниципалитет) на 2006 год. Занимает площадь 62,30 км².

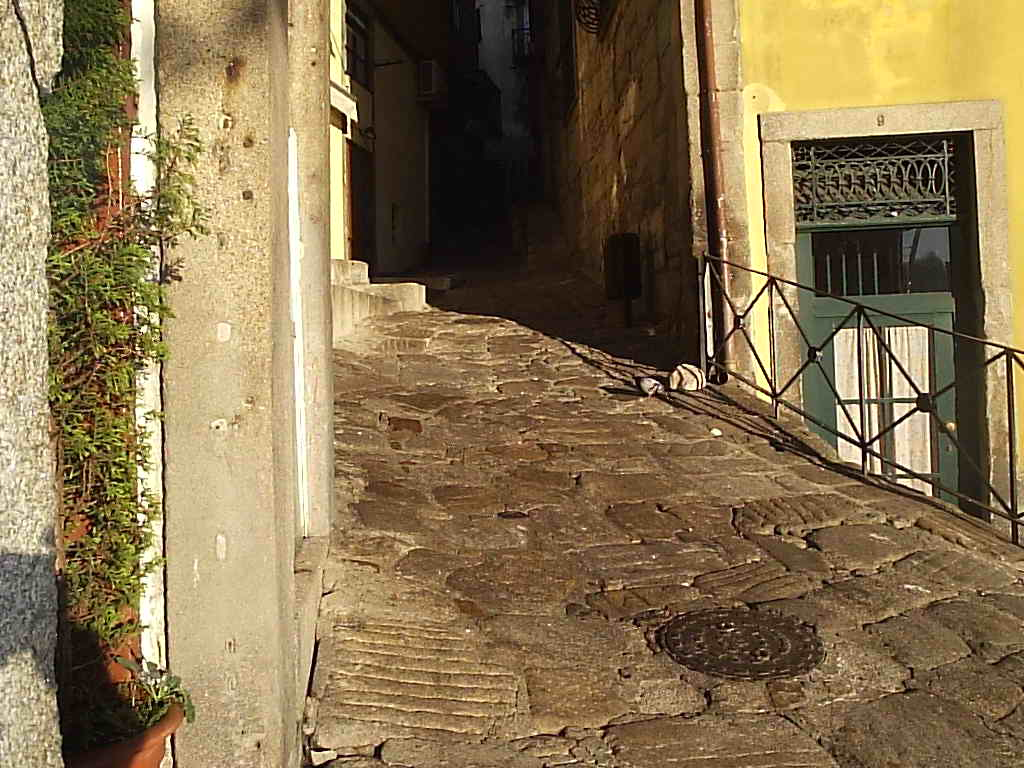

Покровителем города считается Иисус Христос (порт. Salvador de Matosinhos; [ ]).

## Расположение
Город расположен в 7 км на северо-запад от адм. центра округа города Порту.
Муниципалитет граничит:
- на севере — муниципалитет Вила-ду-Конди
- на северо-востоке — муниципалитет Майа
- на юге — муниципалитет Порту
- на западе — Атлантический океан

## История
Город основан в 1867 году.

## Население
| Численность населения муниципалитета по годам | Численность населения муниципалитета по годам | Численность населения муниципалитета по годам | Численность населения муниципалитета по годам | Численность населения муниципалитета по годам | Численность населения муниципалитета по годам | Численность населения муниципалитета по годам | Численность населения муниципалитета по годам | Численность населения муниципалитета по годам | Численность населения муниципалитета по годам |
| --------------------------------------------- | --------------------------------------------- | --------------------------------------------- | --------------------------------------------- | --------------------------------------------- | --------------------------------------------- | --------------------------------------------- | --------------------------------------------- | --------------------------------------------- | --------------------------------------------- |
| 1801                                          | 1849                                          | 1900                                          | 1930                                          | 1960                                          | 1981                                          | 1991                                          | 2001                                          | 2004                                          | 2006                                          |
| 7287                                          | 12 429                                        | 25 071                                        | 50 962                                        | 91 017                                        | 136 498                                       | 151 682                                       | 167 026                                       | 168 451                                       | 169 104                                       |

## Состав муниципалитета
В муниципалитет входят следующие районы:

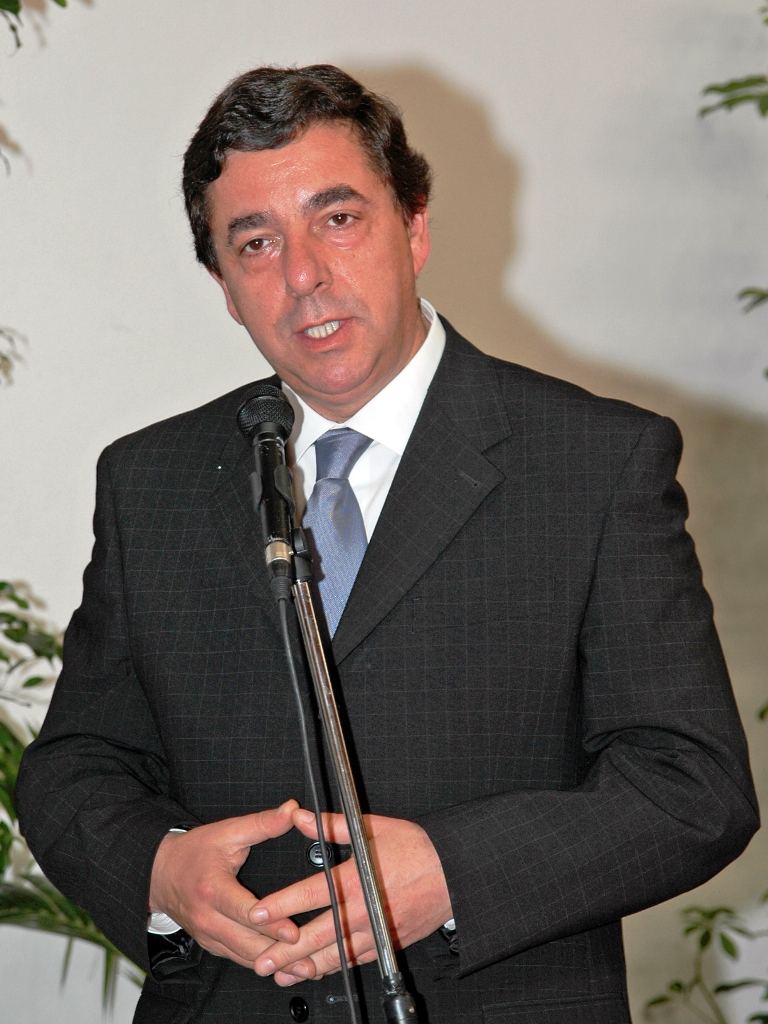

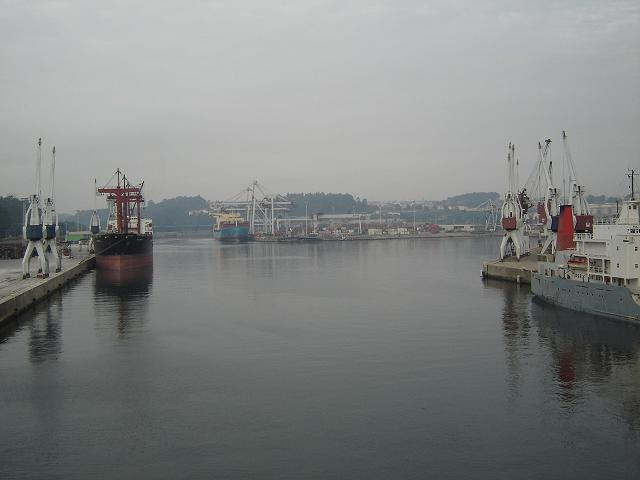

1. Куштойяш
2. Гифойнш
3. Лавра
4. Леса-да-Палмейра
5. Леса-ду-Балиу
6. Матозиньюш
7. Перафита
8. Санта-Круш-ду-Бишпу
9. Сеньора-да-Ора
10. Сан-Мамеде-де-Инфешта